# Elis Lagerblad
Gustaf Elis Lagerblad, född 21 januari 1845 i Orimattila, död 13 april 1928 i Helsingfors, var en finländsk pedagog och författare. 
Lagerblad blev student 1865, filosofie magister 1873, kollega vid Svenska normallyceum i Helsingfors 1876, fick lektors värdighet 1896 och blev lektor i svenska språket vid samma läroverk 1907. 
Lagerblad författade artiklar, för det mesta av pedagogiskt innehåll, i olika tidskrifter och publicerade läroböcker för undervisning i svenska och geografi, de sistnämnda även på finska, vilka allmänt begagnades i Finlands läroverk. Från grundandet av Svenska litteratursällskapet i Finland 1885 var han dess arkivarie och bidrog som sådan verksamt till sällskapets arbete. I sällskapets skriftserie utgav han bland annat ståndens protokoll vid Borgå lantdag 1809 jämte handlingar (1887–1905).

## Publikationer
- Elis Lagerblad (1886). ”Välloflige borgareståndets protokoller vid landtdagen i Borgå år 1809 / utgifna af Elis Lagerblad.”. Skrifter utgivna av Svenska litteratursällskapet i Finland. Skrifter utgivna av Svenska litteratursällskapet i Finland (Helsingfors: Svenska litteratursällskapet i Finland). Wikidata Q113382548. ISSN 0039-6842. https://urn.fi/urn:NBN:fi-fd2019-00022300.
- Elis Lagerblad (1893). ”Protocoller hållna hos det hedervärda bonde ståndet vid landtdagen i Borgå år 1809 / utgifna af Elis Lagerblad.”. Skrifter utgivna av Svenska litteratursällskapet i Finland. Skrifter utgivna av Svenska litteratursällskapet i Finland (Helsingfors: Svenska litteratursällskapet i Finland). Wikidata Q113384731. ISSN 0039-6842. https://urn.fi/urn:NBN:fi-fd2019-00022323.
- Elis Lagerblad (1899). ”Prästeståndets protokoll vid Borgå landtdag år 1809 jämte Handlingar rörande landtdagen / utgifna af Elis Lagerblad.”. Skrifter utgivna av Svenska litteratursällskapet i Finland. Skrifter utgivna av Svenska litteratursällskapet i Finland (Helsingfors: Svenska litteratursällskapet i Finland). Wikidata Q113384746. ISSN 0039-6842. https://urn.fi/urn:NBN:fi-fd2019-00022357.
- Henrik Tomas Adlercreutz; Elis Lagerblad (1887). ”Historiskt-politiska anteckningar för åren 1743-1796”. Skrifter utgivna av Svenska litteratursällskapet i Finland. Skrifter utgivna av Svenska litteratursällskapet i Finland (Helsingfors: Svenska litteratursällskapet i Finland). Wikidata Q112265000. ISSN 0039-6842. https://urn.fi/urn:NBN:fi-fd2019-00022275.